# Distoleon somalicus
Distoleon somalicus is een insect uit de familie van de mierenleeuwen (Myrmeleontidae), die tot de orde netvleugeligen (Neuroptera) behoort. 
Distoleon somalicus is voor het eerst wetenschappelijk beschreven door Navás in 1935.